# Luigi Lavitrano
Luigi Lavitrano (ur. 7 marca 1874 w Forio, zm. 2 sierpnia 1950 w Marino) – włoski duchowny katolicki, arcybiskup Palermo, prefekt Kongregacji Zakonów, kardynał.

## Życiorys
Cała jego rodzina zginęła w wyniku trzęsienia ziemi, które nawiedziło wyspę Ischia w 1883. Ukończył Ateneum "De Propaganda Fide" w Rzymie, a także Ateneum S. Apolinare, Królewski Uniwersytet Rzymski i Pontyfikalny Instytut Leona. 21 marca 1898 przyjął święcenia kapłańskie. Wykładał w Instytucie Leońskim w latach 1898–1910, gdzie był też rektorem (1910–1914). Prywatny szambelan Jego Świątobliwości od 1904.
25 maja 1914 otrzymał nominację na biskupa Cava e Sarno. Sakrę otrzymał w Rzymie z rąk kardynała Basilio Pompilj, wikariusza generalnego Rzymu. W 1924 został metropolitą Benewentu. Pełnił też przez krótki czas obowiązki administratora apostolskiego Castellmare di Stabia. 29 września 1928 mianowany metropolitą Palermo. Rok później otrzymał kapelusz kardynalski z tytułem prezbitera San Silvestro in Capite. Brał udział w konklawe 1939. Z rządów w archidiecezji zrezygnował w 1944. Pół roku później został prefektem Kongregacji ds. Zakonów, na czele której pozostał do śmierci.